# Pseudbarydia
Pseudbarydia is een geslacht van vlinders van de familie spinneruilen (Erebidae), uit de onderfamilie Calpinae.

## Soorten
- P. bicristata Kaye, 1900
- P. cladonia Felder, 1874
- P. elipha Schaus, 1940
- P. japeta Cramer, 1781
- P. peratopis Hampson, 1924
- P. pulverosa Schaus, 1911
- P. schausi Druce, 1890
- P. selene Möschler